# Македонска патриотична организация „Гоце Делчев“ (Нова Зеландия)
Македонската патриотична организация „Гоце Делчев“ е българска емигрантска организация в Нова Зеландия, идейно близка до Македонската патриотична организация по време на Студената война.
Значително количество български бежанци пристигат в Нова Зеландия през 1951 година. Това са предимно емигранти от Вардарска Македония и България, подложени на денационализиране от новите власти, а след това преминали през гръцки концлагери. С помощта на „Международната организация за репатриране на емигранти“ се установяват в град Питони. Същата година емигрантите М. Николов, Димитър Шангов от Неврокоп, Христо Колев от Наколец, Борис Попов от Петрич се свързват с МПО. Създава се новата организация от Мануш Илиев, Марко Николов, Михаил Николов, Яне Пачевски, Атанас Зоев, Никола Димчев, Любомир Стоянов, Яне Божинов, Коста Замфиров, Ангел Попхристов, Борис Белчев, Георги Кръстевски, Стефан Пръчков, Ваньо Бекяров, Борис Попов, Иван Попов и секретаря на местната организация М. Илиев. За председател е избран Мануш Илиев, а за секретар Марко Николов, а към 1952 година членовете на дружеството са 31 души. През 1964 година издават в Уелингтън на английски език книгата „Истината за Македония. Показания на американските мисионери“.